# Scheimpflugsche Regel

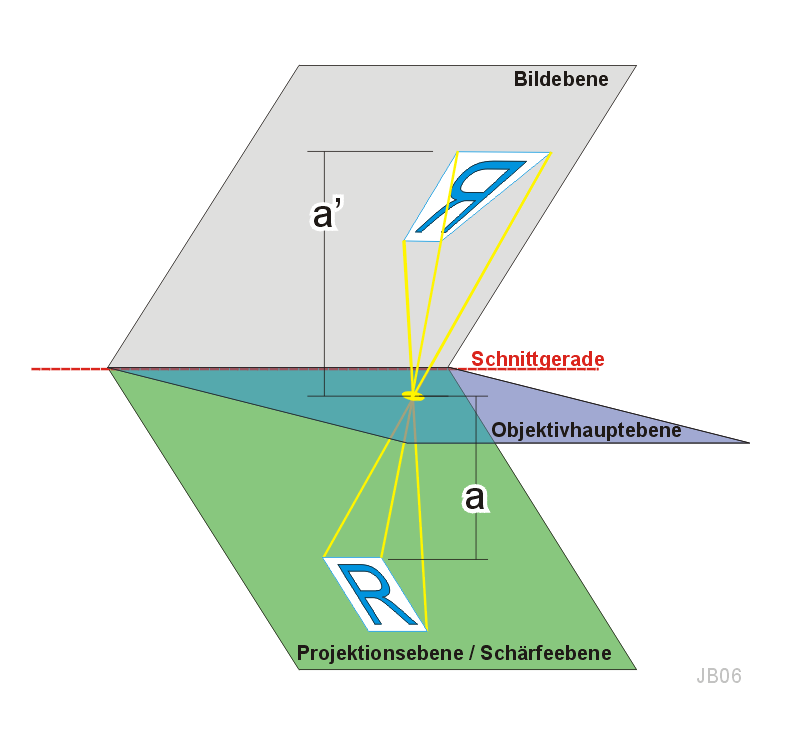
Scheimpflug-Bedingung:
Bild-, Objektiv- und Objektebene/Schärfeebene schneiden sich in gemeinsamer Geraden.

Die Scheimpflugsche Regel oder Scheimpflug-Bedingung besagt, dass sich Schärfe-, Objektiv- und Bildebene in einer gemeinsamen Geraden schneiden. Diese Aussagen sind nach dem österreichischen Offizier und Kartographen Theodor Scheimpflug benannt. Weitere Bezeichnungen sind Schnittlinien-Bedingung, Schärfedehnung nach Scheimpflug oder Erweiterung der Schärfentiefe (nach Scheimpflug).

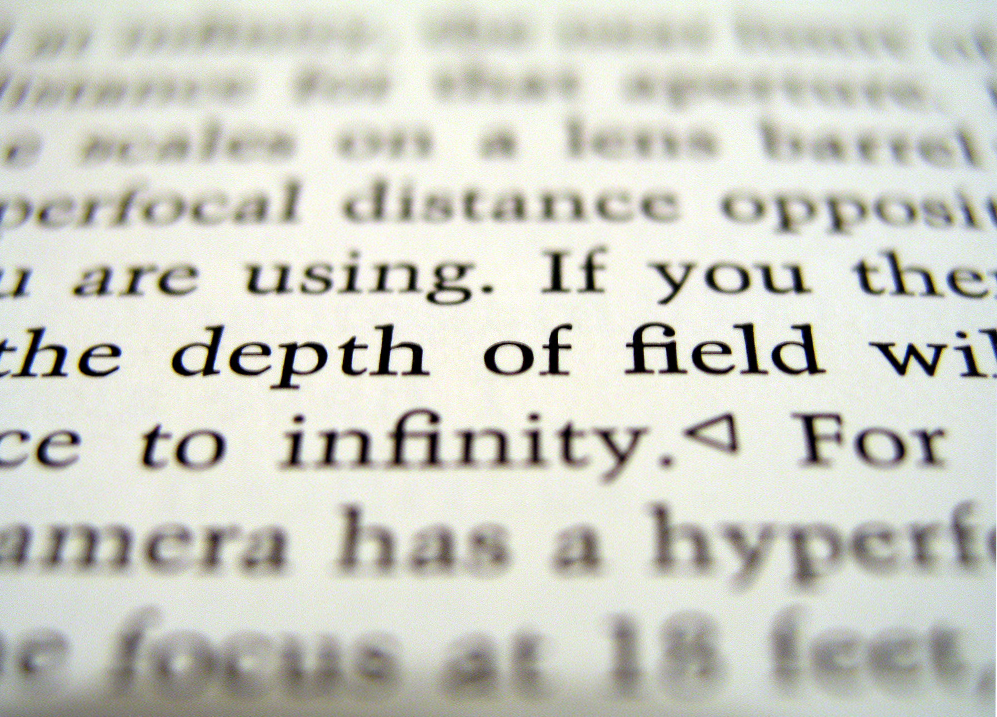
Geneigte Buchseite ohne Beachtung der Scheimpflug-Bedingung aufgenommen.

## Grenzfall Parallelität
Bei einem üblichen, einfachen Fotoapparat liegen die Bildebene (Film oder Bildsensor) und die Objektivebene parallel zueinander. Folglich liegt die auch Schärfeebene genannte scharf abgebildete Objektebene zu beiden parallel. Die gemeinsame Schnittgerade ist in unendlicher Entfernung vorstellbar. Wird nun ein (ebenes) Objekt fotografiert, das schief zur Schärfeebene liegt, so wird dieses Objekt nur im Bereich der Schnittgeraden von Schärfeebene und Objektebene vollständig scharf abgebildet.

## Abbildung geneigter Ebenen

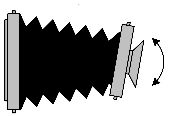
Balgenkamera mit schwenkbarer Objektivstandarte

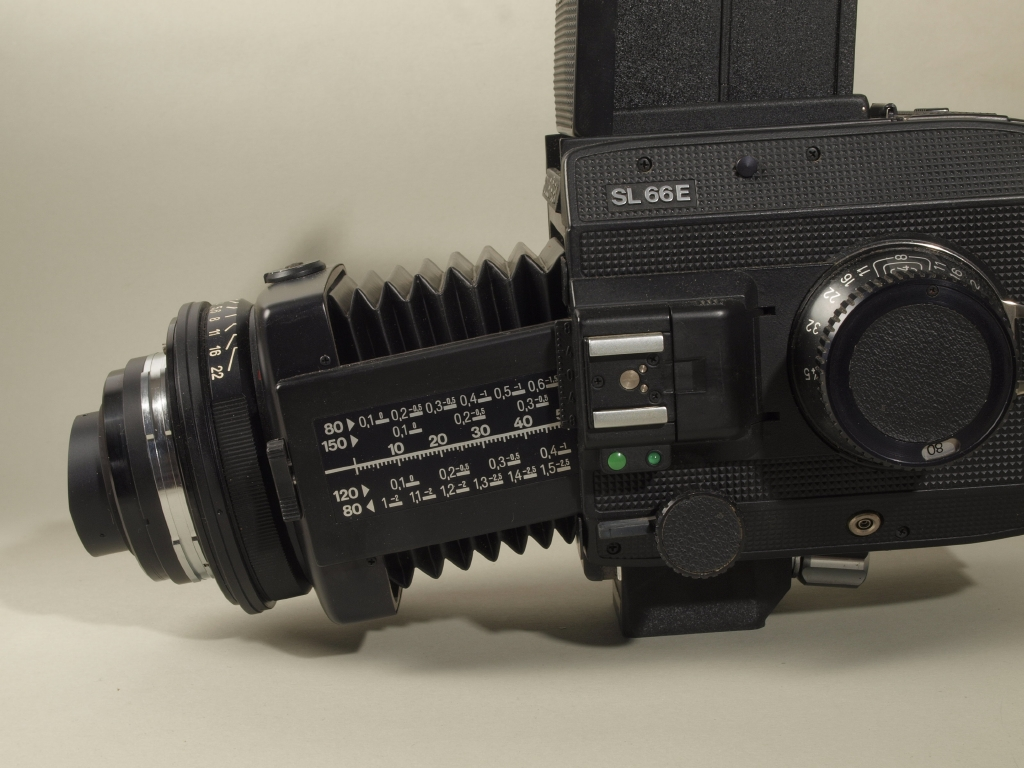
Mittelformatkamera mit schwenkbarer Objektivstandarte

Soll eine geneigte Objekt-Ebene scharf abgebildet werden, so sind Objektiv- und Bildebene gegeneinander gemäß der Scheimpflug-Bedingung zu neigen, so dass sie sich schneiden und ihre Schnittgerade in die scharf abzubildende Objektebene bzw. Schärfeebene fällt.

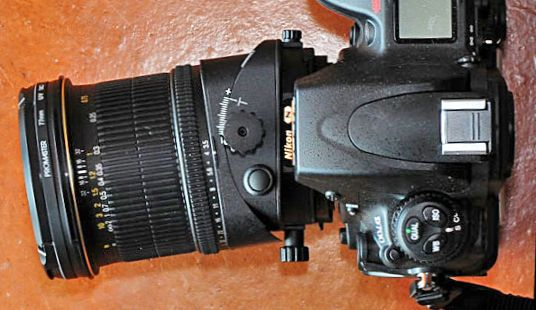
Tilt-Shift-Objektiv f. Kleinbildkamera
tilt: gegen Kamera vertikal schwenkbar (bogenförmige Skala)
shift: gegen Kamera vertikal schiebbar (2 Rändelschrauben)

In der älteren Fototechnik gab es diese Möglichkeit nur bei Großformatkameras mit Balgen. In solchen Kameras kann i. d. R. das Objektiv (bzw. sein Halter, die Objektivstandarte) i. d. R. um eine horizontale Achse geschwenkt werden. Spezielle Objektive für die Kleinbildfotografie haben das Schwenken (engl. Tilt) im Objektivgehäuse integriert.
Durch Neigen des Objektivs nach hinten wird die Front eines hohen Gebäudes in die Schärfeebene gebracht, und sie wird aus nächster Nähe trotz unterschiedlicher Entfernung ihrer Teile von unten bis oben scharf abgebildet.
Die Scheimpflugsche Regel wird deshalb mit Vorteil u. a. oft in der Architekturfotografie und der Fotografie historischer Gebäude beachtet. Weil dort großformatige Bilder hoher Schärfe verlangt werden, muss das Aufnahmeformat bereits groß sein. Bei den zu verwendenden Objektiven größerer Brennweite ist die Schärfentiefe relativ klein, deren negative Folge für die Bildschärfe durch Einhalten der Scheimpflug-Bedingung gemildert wird.

## Geschichte und Erklärung
Scheimpflug machte Luftaufnahmen mit Hilfe von Drachen, Ballons und Luftschiffen, um daraus Landkarten herzustellen, wobei auch Schrägaufnahmen gemacht wurden.
Diese wurden gemacht, um mit möglichst wenigen Luftfahrten auskommen zu können. Deren Zahl konnte auf ein Drittel reduziert werden, wenn man die beiden an die Flugbahn seitlich angrenzenden Streifen auch fotografierte. Da die Objektentfernung gegen Unendlich ging, waren diese Aufnahmen mit Standardkameras (Parallelität zwischen den drei Ebenen) genügend scharf, sie waren lediglich verzerrt.
Bei der nötigen Entzerrung der Luftbilder entdeckte er die nach ihm benannte Regel, indem er sein Entzerrungsgerät (eine Art Vergrößerungsgerät) entsprechend einstellte, damit die in der Aufnahme enthaltene Schärfe nicht verloren ging. Die Scheimpflug-Regel wurde also ursprünglich bei der Nachbehandlung von Fotografien angewendet und ist erst danach beim Fotografieren mit verstellbaren Großformatkameras mit Balgen und mit den späteren Tilt- und Shift-Objektiven für Kleinbildkameras Allgemeingut der Fototechnik geworden.
Die Theorie der Scheimpflug-Regel war bereits im Jahre 1855 bekannt, deren Bedeutung für die Photogrammetrie wurde jedoch maßgeblich von Theodor Scheimpflug erkannt und in einem seiner Patente beschrieben.
Die Scheimpflug-Regel ist eine besondere, in der Linsengleichung allgemein enthaltene Aussage.

Sammellinse Skizze

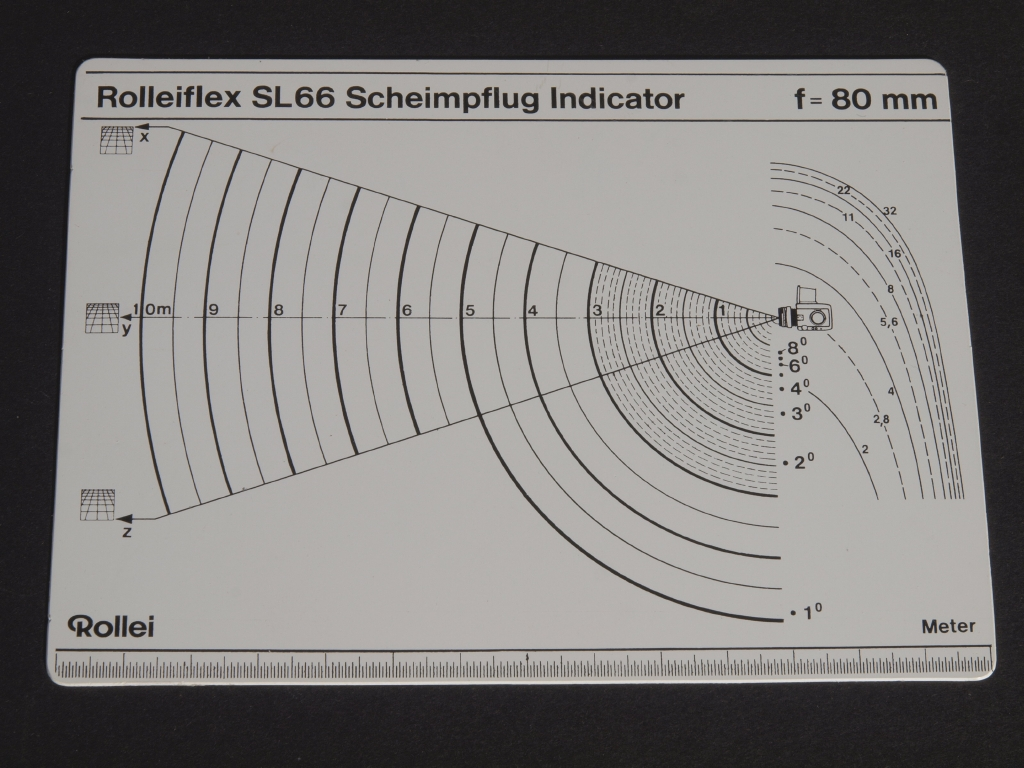
Scheimpflugindikator für die Rolleiflex SL 66

Diese Gleichung wird sehr oft lediglich für den Sonderfall der drei zueinander parallelen Ebenen behandelt, wobei durch die Abbildung eines einzigen Punktes der vollständige Zusammenhang zwischen Objekt- und Bildebene inkl. der in ihnen enthaltenen beliebig geformten Objekte bzw. Bilder gefunden werden kann. Sie sind untereinander maßstäbliche Abbildungen, sodass ihre gegenseitige Beziehung einzig mit dem Abbildungsmaßstab darstellbar ist.
Für die Darstellung der Scheimpflug-Regel ist die Linsengleichung allgemein anzuwenden. Gesucht ist die Lage der Bildebene, in der Objekte in einer Objektebene, die zur Linsenachse oder -ebene eine beliebige Lage einnimmt, scharf abgebildet werden. Objekt und Bild sind gegeneinander verzerrt, und für die Abbildung existiert kein Abbildungsmaßstab (lediglich für die kleinen Punkte-Umgebungen gibt es einen, für jeden Punkt anderen Abbildungsmaßstab).
Ergebnis der nicht kurz darstellbaren Untersuchung ist:

Eine zur Linsenebene (Objektivebene) nicht rechtwinklige Objektebene wird als eine zu jener ebenfalls nicht rechtwinkligen Bildebene abgebildet.
Objekt- und Bildebene schneiden sich mit der Linsenebene in ein und derselben Geraden.

## Anwendung der Regel bei Objektiven mit zwei Hauptebenen
Ein Objektiv besteht i. d. R. aus mehreren Linsen und hat deshalb nicht nur eine Linsenebene wie eine dünne Linse, sondern eine objektseitige und eine bildseitige Hauptebene. Die Scheimpflugsche Regel lautet präziser, dass sich die Schärfeebene mit der objektseitigen Hauptebene in der gleichen Entfernung von der Achse des Objektivs schneidet wie die Bildebene mit der bildseitigen Hauptebene, und dass beide Schnittgeraden zueinander parallel sind. Beide Schnittgeraden befinden sich auf derselben Seite der optischen Achse.

## „Doppelter“ Scheimpflug
Manche Publikationen nennen das mögliche Verkippen um zwei Achsen den doppelten Scheimpflug im Gegensatz zum einfachen Scheimpflug, bei dem die Schärfeebene nur um die horizontale oder um die vertikale Achse verkippt wird.
Geometrisch ist der doppelte Scheimpflug eine einfache Verkippung um eine schräg liegende Achse. Die Scheimpflug-Regel macht keine Aussage über die Richtung der Schnittgeraden zwischen den drei Ebenen und umfasst daher auch den doppelten Scheimpflug. In der Praxis „torkelt“ (kippt) die „einfache“ Scheimpflug-Einstellung bei nicht horizontal eingestelltem Grundrohr der Kamera, wenn sie über keinen zentralen Verschwenkungspunkt (meist unter dem Grundrohr) verfügt. Der torkelfreie doppelte Scheimpflug, die optisch korrekte Schärfeneinstellung, ist nur mittels zentralem Verschwenkungspunkt möglich.